# Dois Irmãos das Missões

Dois Irmãos das Missões.

Dois Irmãos das Missões es un municipio brasileño del estado de Rio Grande do Sul.
Se encuentra ubicado a una latitud de 27º39'33" Sur y una longitud de 53º31'53" Oeste, estando a una altitud de 527 metros sobre el nivel del mar. Su población estimada para el año 2004 era de 2.134 habitantes.
Ocupa una superficie de 249,84 km².
- Datos: Q1784275
- Multimedia: Dois Irmãos das Missões / Q1784275